# 예산 장복리 삼층석탑
예산 장복리 삼층석탑(禮山 長福里 三層石塔)은 대한민국 충청남도 예산군 대술면 장복리에 있는, 고려시대의 삼층석탑이다. 1984년 5월 17일 충청남도의 문화재자료 제176호로 지정되었다.

## 같이 보기
- 삼층석탑

## 참고 자료
- 장복리삼층석탑 - 국가유산청 국가유산포털